# Aruküla
Aruküla je městečko v estonském kraji Harjumaa, samosprávně patřící do obec Raasiku, jejímž je správním centrem.

## Historie
První písemná zmínka pochází z roku 1291 o vesnici s názvem Arenculle. Přes tři století patřilo město pod cisterciácký klášter v Padise.
Během Severní války v roce 1710 se téměř všichni obyvatelé stali oběťmi moru, z původních 212 obyvatel zůstalo 19. V roce 1730 z rozhodnutí carské vlády se v Aruküle usadily ruské rodiny z Ingrie a také finští osadníci z Uusimaa.

## Škola
Od roku 1862 byla otevřena škola, ve které se učilo číst, psát a zpívat 20 dětí. V současné době jsou zde dvě školy. Státní škola, kde se vyučuje od první do deváté třídy a druhá škola Waldorfského typu. V roce 1978 byla postavena nová škola.

## Panství Aruküla
V roce 1560 bylo založeno panství Aruküla. Na počátku 17. století bylo v závěti odkázán bratrům Johannovi a Jakobovu Dela Gardie. Od roku 1766 až do roku 1919 panství Arukül patřilo šlechtické rodině Baranoff. Posledním majitelem by Peter von Baranoff. V roce 1919 na základě pozemkové reformy Estonského státu bylo panství vyvlastněno.

## Železnice
V roce 1870 byla dokončena železniční trať z Sankt Petersburgu- Paldiski a v Aruküla byla na žádost Baranoffa postavená zastávka Baranov. Ve dvacátých letech 20. století byla postavena jednoduchá dřevěná budova. V roce 2000 byla budova stanice zničena. Na dvojkolejné trati jsou nástupiště 150 m dlouhá. Trať je elektrifikována. Železnici provozují estonské železniční společnosti Elektriraudtee a Edelaraudtee. S příchodem železnice nastal rozvoj Araküly. V okolí stanice vznikla nová osada.

## 20. století
Za zásluhy v boji proti ruské nadvládě bylo panství darováno Karlu Augustu Einbundovi (od roku 1935 Kaarel Eenpalu; 1888–1942), pozdějšímu estonskému ministrovi vnitra (1921–1926), prezidentovi (1932) a předsedovi vlády Estonské republiky (1938). Vedle panství založil farmu Hellema. S manželkou Lindou Eenpalu zlepšili blahobyt obyvatel města a položili základy kulturního života.
V roce 1926 bylo rozhodnuto o vybudování zahradního města v borovém lese, který nebyl vhodný pro zemědělství. Vzhledem k nevyřešeným právním vztahům byly plány staženy. Vypuknutím druhé světové války nemohly být uskutečněny až v padesátých letech 20. století. V roce 1939 byl postaven Dům kultury Aruküla. Tato zchátralá dřevěná budova byla v roce 2006 zbourána.
Po sovětské okupaci Estonska byly v obci založeny dva kolchozy: Vítězný říjen (Oktoobri võit) a Sovětský farmář (Nõukogude Põllumees). V roce 1974 se administrativní správa kolchozů přemístila do nové budovy, která je v současné době sídlem správy venkovské komunity Raasiku.
V roce 1957 byla slavnostně otevřena pěvecká scéna v borovém lese.

## Pamětihodnosti
V Aruküla jsou chráněny dva objekty: zámek a bludný balvan.

### Zámek
V roce 1820 byl postaven klasicistní jednopatrový zděný zámek, který navrhl talinský architekt C. Starck. Nízká budova se dvěma tříosými křídly byla zastřešena sedlovou střechou. Křídla měla nízké trojúhelníkové štíty. Na přelomu 19. a 20. století bylo přistavěno ve střední části dřevěné patro. Kolem zámku se dochovaly některé hospodářské budovy (mlýn, stodola, stáje, dům správce). Od roku 1921 až do roku 1978 byla v zámku umístěna státní škola a od roku 1992 zde sídlí Waldorfská škola.

### Bludný balvan
V blízkosti lesní pěvecké scény se nachází bludný balvan, který je nazýván Hellamaa. Jeho rozměry jsou 14,2×8,4×6,2 m, obvod je 34,4 m, objem (nadzemní části) činí 360 m³.

## Galerie

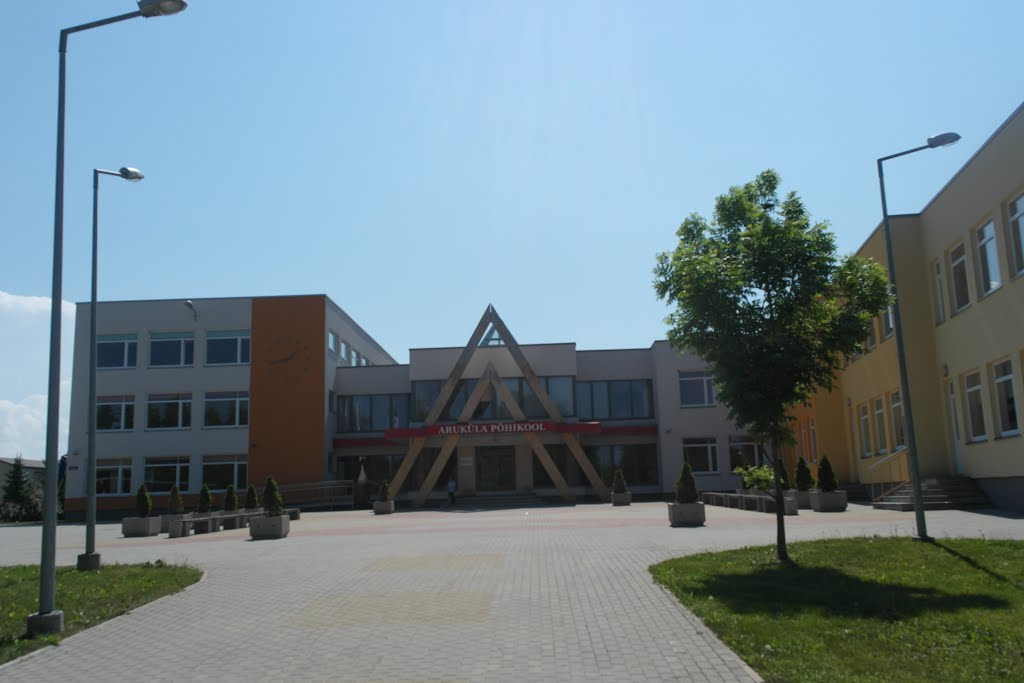
Škola a komunitní centrum
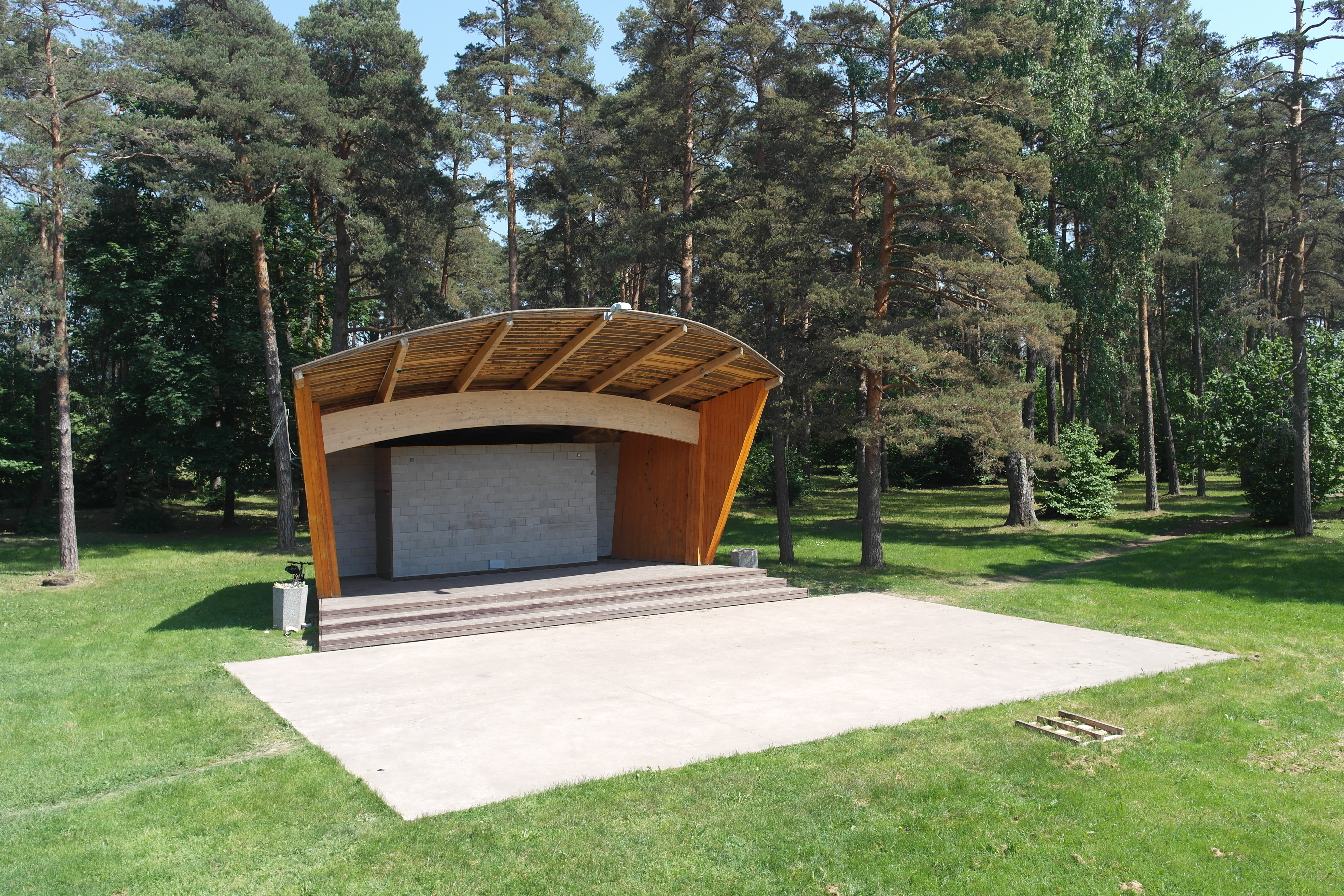
Pěvecká scéna
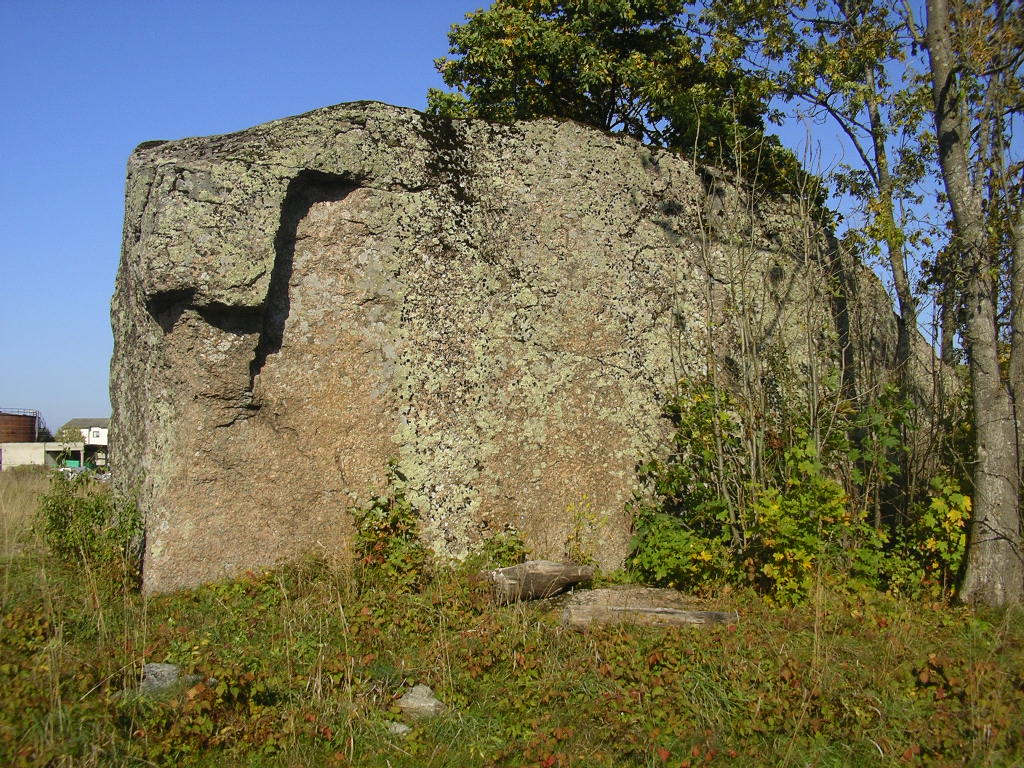
Bludný balvan
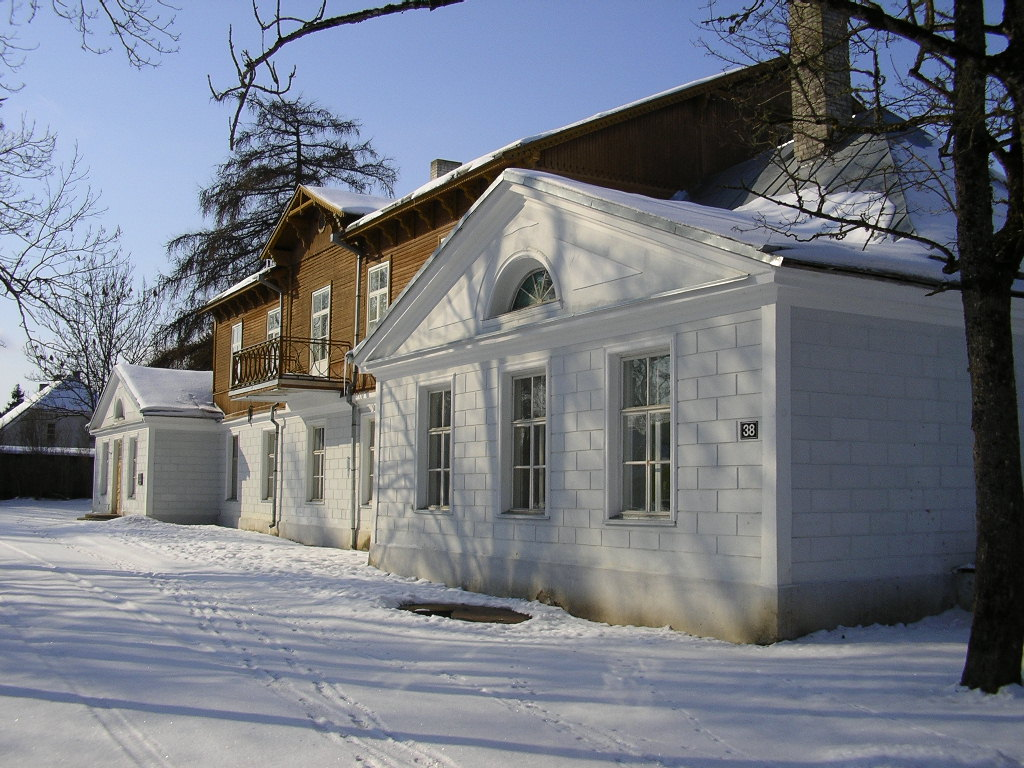
Zámek
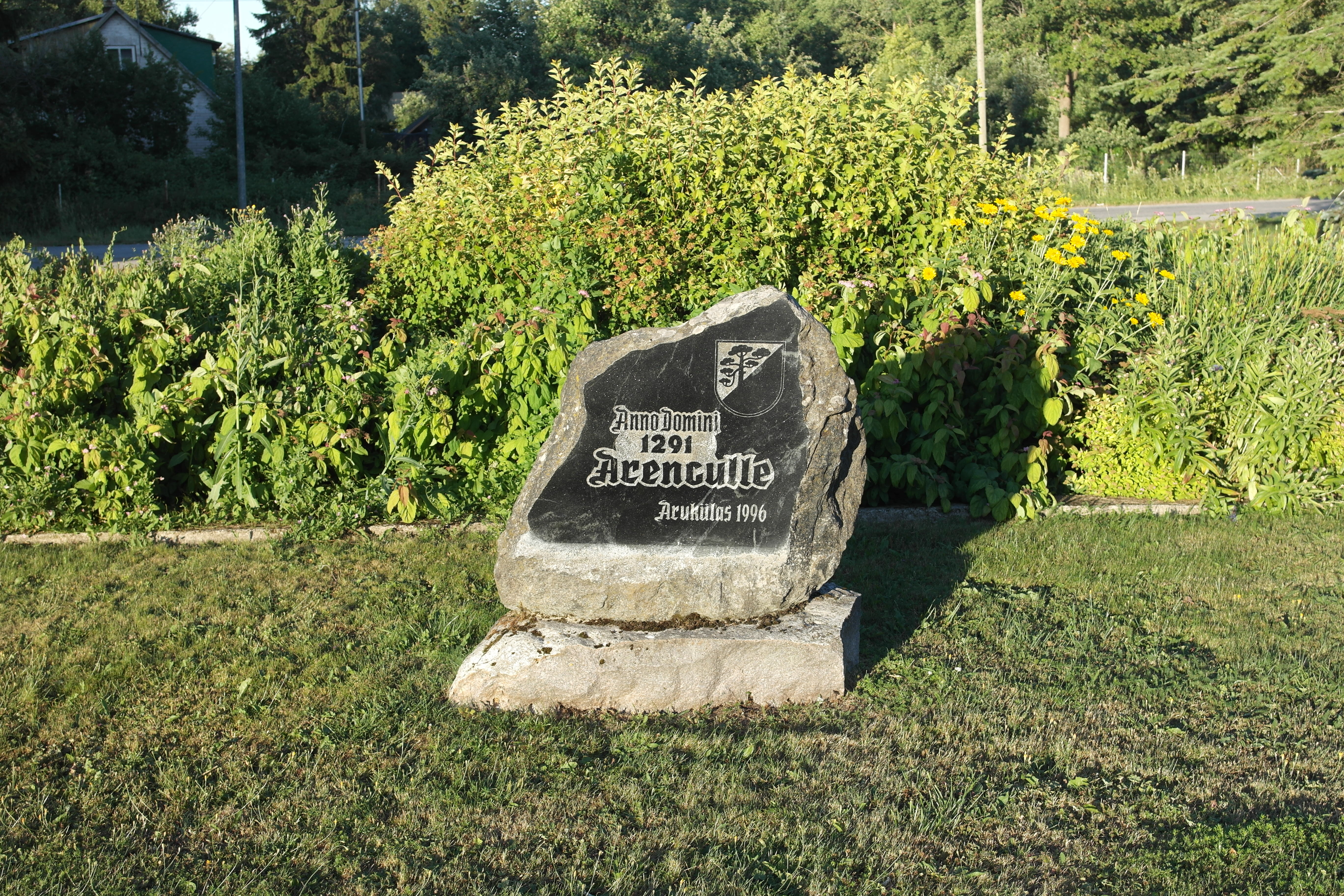
Památník s datem první písemné zmínky z roku 1291
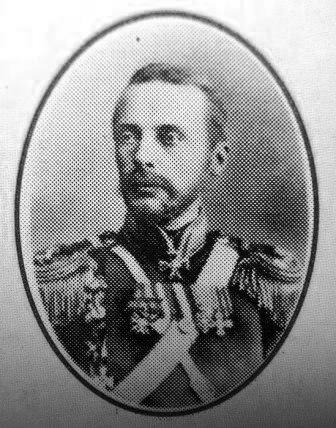
Peter von Baranoff
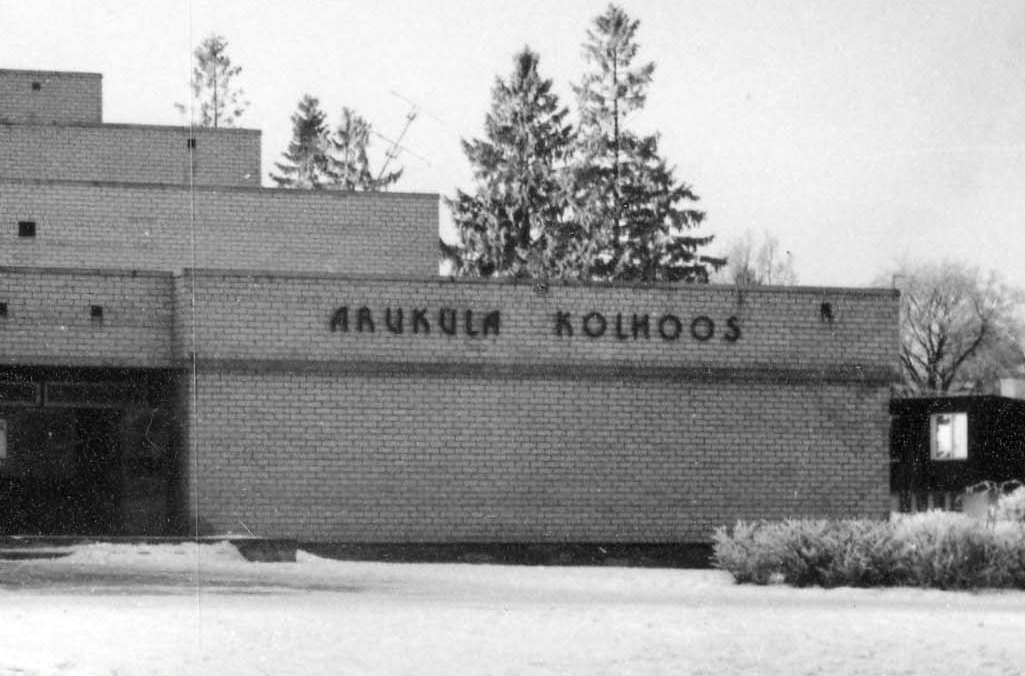
Kulturní dům